# Baglamasz
A baglamasz (görögül: μπαγλαμάς, törökül: bağlama) görög húros, pengetős hangszer, a hosszú nyakú lantfélék családjába tartozik. Formája, felépítése a buzukihoz hasonló, de annál kisebb. Fémhúrokkal van felszerelve, három húrpárja van, fogólapja bundozott, pengetővel szólaltatják meg. 
Hangolása d'd"–a'a'–d"d", vagyis a három húrpáros buzukihoz hasonló, de egy oktávval magasabban szól. Dupla húrpárjai közül az alsó kettő oktávra, a többi uniszónóra  van hangolva. Elsősorban kísérőhangszer, a pireuszi stílusú rembétiko zenében a buzukival együtt használják.
Domború testét gyakran egy darab fából faragják, de lehet a buzukihoz hasonlóan szelvényekből összerakott is.